# Young Black Stallion
Young Black Stallion (The Young Black Stallion) è un film IMAX del 2003 diretto da Simon Wincer, tratto dal libro del 1989 di Walter Farley intitotalato The Young Black Stallion. Il film è stato distribuito dalla Buena Vista Home Entertainment il 25 dicembre 2003 in USA ed è stato girato nei deserti della Namibia e del Sudafrica.
Il film è il prequel di Black Stallion.

## Trama
Nord Africa, 1946. Neera si separa dalla sua famiglia dopo un attacco dei soldati cappeggiati da Mansoor e incontra nel suo cammino Shetan, un cavallo arabo nero. Insieme al puledro Neera giunge nella casa di suo nonno, Ben Ishak e di suo cugino Aden. Qui scopre che la guerra ha costretto suo nonno a lasciare Jinah, madre di Shetan e gli altri cavalli, poiché i suoi campi sono stati distrutti dalle mine e dai carri armati dei nemici. Neera decide allora di partecipare a una gara ippica in città per aiutare il nonno e riunire Shetan con sua madre.

## Sequel e serie televisiva
Nel 1979 venne realizzato Black Stallion, nel 1993 venne realizzato Il ritorno di Black Stallion e nel 1990 la serie televisiva Le avventure di Black Stallion.